# Stoke Bliss
Stoke Bliss es un pequeño pueblo y parroquia civil (con un consejo parroquial compartido con los vecinos lugares de Kyre y Bockleton), ubicado en el distrito de Malvern Hills del condado de Worcestershire, Inglaterra. 